# The Hanging Garden
Pour le film canadien, voir The Hanging Garden (film).
Singles de The Cure
Charlotte Sometimes
(1981) Let's Go to Bed
(1982)
Clip vidéo
[vidéo] « The Hanging Garden », sur YouTube
Pistes de Pornography
A Short Term Effect Siamese Twins
The Hanging Garden est une chanson du groupe britannique The Cure figurant sur l'album Pornography et sortie en single le 12 juillet 1982.

## Historique
Ce single est le dernier de la période cold wave de The Cure. Quand il paraît en juillet 1982, soit deux mois après l'album Pornography dont il est extrait, le bassiste Simon Gallup a déjà quitté le groupe.
Les paroles de The Hanging Garden sont reproduites sur une page entière de l'un des tomes de la série de comics The Crow créée par James O'Barr et dont le travail a notamment été influencé par The Cure,. Lorsque le comic est adapté en film en 1994 et que la permission d'utiliser la chanson dans la bande originale du long métrage est demandée à Robert Smith, ce dernier, fan du comic et ravi de participer à son adaptation cinématographique, offre plutôt une chanson créée pour l'occasion et intitulée Burn,.

## Contenu du single
Le single est publié sous le format 45 tours avec en face B une version de Killing an Arab enregistrée en public à Manchester en avril 1982, ainsi qu'en format double 45 tours en édition limitée avec deux titres supplémentaires : One Hundred Years, autre extrait de Pornography, et une version de A Forest en public, captée elle aussi à Manchester.
Il existe une édition allemande sous un format maxi 45 tours de 25 centimètres regroupant les quatre titres. Le double 45 tours et le maxi portent le titre de A Single,.
Double 45 tours
| No | Titre              | Auteur                                       | Durée |
| -- | ------------------ | -------------------------------------------- | ----- |
| 1. | The Hanging Garden | - Robert Smith - Simon Gallup - Lol Tolhurst | 4:25  |
| 2. | One Hundred Years  | - Smith - Gallup - Tolhurst                  | 6:41  |

| No | Titre                  | Auteur                                         | Durée |
| -- | ---------------------- | ---------------------------------------------- | ----- |
| 1. | A Forest (Live)        | - Smith - Gallup - Matthieu Hartley - Tolhurst | 6:42  |
| 2. | Killing an Arab (Live) | - Smith - Michael Dempsey - Tolhurst           | 3:22  |

45 tours
1. The Hanging Garden - 4:25
2. Killing an Arab (Live) - 3:22

Maxi 45 tours
1. The Hanging Garden - 4:25
2. One Hundred Years - 6:41
3. A Forest (Live) - 6:42
4. Killing an Arab (Live) - 3:22

## Musiciens
- Robert Smith : chant, guitare, claviers
- Simon Gallup : basse
- Lol Tolhurst : batterie

## Clip
Réalisé par Chris Gabrin, le clip alterne les prises de vue diurne et nocturne dans un grand jardin où se dressent des statues avec le groupe en train de jouer la chanson. Les trois musiciens arborent parfois un maquillage blafard, les yeux cernés de rouge, ou portent des masques blancs avec du rouge à l'emplacement des yeux. 

## Classements hebdomadaires
| Classement (1982)              | Meilleure position |
| ------------------------------ | ------------------ |
| Royaume-Uni (UK Singles Chart) | 34                 |

## Reprises
La chanson a été reprise en 1998 par le groupe de punk rock AFI sur A Fire Inside EP.